# الدوري الهندوراسي الدرجة الأولى لكرة القدم 1992-93
الدوري الهندوراسي الدرجة الأولى لكرة القدم 1992-93 هو موسم من الدوري الهندوراسي الدرجة الأولى لكرة القدم. فاز فيه نادي ديبورتيفو أوليمبيا.